# Kaj Burchard von Stöcken
Kaj Burchard von Stöcken (zm. 1710) – duński dyplomata.
Desygnowany w 1705 roku na posła w Anglii, został jednak wysłany do Niemiec, gdzie w latach 1706–1710 pełnił funkcje posła Danii przy dworze Palatynatu i na sejmach Rzeszy w Ratyzbonie.